# Helleborus caucasicus
Helleborus caucasicus ist eine Art der Familie der Hahnenfußgewächse (Ranunculaceae). Sie ist im Kaukasus beheimatet.

## Beschreibung
Es ist eine immergrüne Pflanze mit einem kurzen Rhizom. Die lang gestielten, gelappten Grundblätter sind ledrig und werden 20 bis 60 cm × 15 bis 40 cm groß. Die ein bis drei Blüten pro Stamm sind bis zu 4 cm groß. Eine reife Pflanze kann bis zu 20 blühende Stämme besitzen.

## Verbreitung
Die Kaukasische Nieswurz kommt wild in den Bergregionen des Kaukasus (Talysch-Gebirge, Transkaukasus) und Kleinasien vor. Sie wächst in Laub- und Nadelwäldern.

## Inhaltsstoffe und Bedeutung
In den Wurzeln und Rhizomen wurden 2 verschiedene Sapogenine und 4 verschiedene polyhydroxylierte und polyungesättigte Furostanol Glycoside, sogenannte Caucasicoside nachgewiesen. In den Blättern wurde 20-Hydroxyecdyson und Spirostan nachgewiesen.
Der butanolische Extrakt aus den unterirdischen Teilen hat eine zytotoxische Wirkung und die isolierten Steroide sind potentielle Wirkstoffe in der Krebstherapie, indem sie die Apoptose der Krebszellen induzieren und den Regulator GRP78 herabregulieren.

## Taxonomie
Helleborus caucasicus gehört zur Gattung der Nieswurzen innerhalb der Familie der Hahnenfußgewächse. Teilweise wird die Art jedoch als Synonym von Helleborus orientalis angesehen.